# Welcome to...
Albums de Uncommonmenfrommars
Uncommonmenfrommars Vote for Me
Welcome To... est le premier mini-CD du groupe de skate punk mélodique français Uncommonmenfrommars. Sorti en 2000, Welcome To... est la deuxième sortie discographique du groupe après leur première démo Uncommonmenfrommars, sortie en 1998. Ce mini-CD a été publié par la major Wagram, ce qui est rare pour ce qui n'est pas encore un album. Trois chansons de Welcome to... se retrouveront ensuite sur le premier véritable album du groupe, Vote for Me (2001) : Pizzamann Come To Jamaïca, et Vote For Me.

## Composition du groupe
- Trint : chant et guitare
- Ed : chant et guitare
- Big Jim : basse et chœurs
- Daff : batterie et chœurs

## Liste des chansons de l'album
1. Getting Back - 2:08
2. I El Canario - 0:55
3. Pizza Man - 2:42
4. Come To Jamaïca - 2:59
5. Old School Sk8 Shoes - 1:08
6. This Is Not A Love Song - 1:49
7. Bummer - 2A31

Après un blanc d'1:10, apparaît un morceau-fantôme : une version live de Vote For Me - 2:50
L'intro d'Old School Sk8 Shoes contient un sample (en VF) de This Is Spinal Tap (1984).